# ランプエージェント

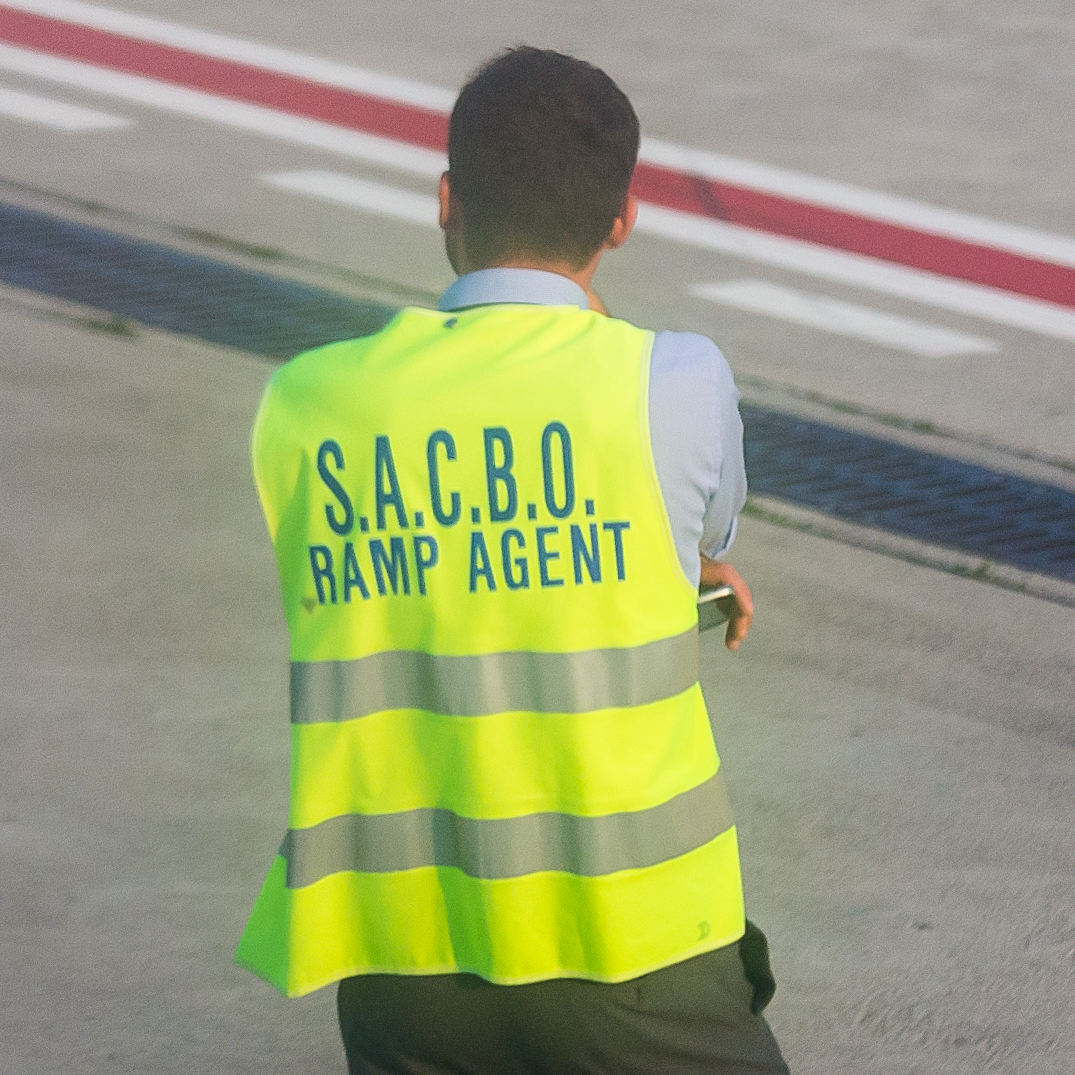
高視認性のベストを着るランプエージェント

ランプエージェント（英語: ramp agent）またはオペレーションエージェントは、空港のエプロン/ランプ (通常は航空機の駐機場) で地上業務を行う航空会社または空港の従業員を指す。通常、パイロットや他の空港車両から容易に視認できるように高視認性のベストを着る。また、航空機エンジンからの騒音を避けるためにイヤープロテクターを使用している。

## 主なサービス
以下のようなエプロン/ランプのサービスが含まれる。
- 航空機を駐機位置に誘導するマーシャラー
- プッシュバックトラクターによる機体の移動
- 航空機用トイレ（英語版）の排水
- ウォーターカーテージ(通常、トイレシンクでの使用するため飲用不可)
- エアコン(小型航空機でよく見られる)
- エアスタートユニット（地上支援機器（英語版）・エンジン始動用)
- ベルトローダー（地上支援機器（英語版）とキャリーカートによる荷物の取り扱い）
- ゲートチェックの手荷物（乗客が降りる際に駐機場で扱われることが多い）
- 航空貨物の取り扱い、通常は貨物台車と貨物ローダーによる
- ケータリングトラック（ハイリフトトラック）による機内食の運搬
- 給油（給油タンクローリーまたは給油ポンプで航空燃料の給油行う）
- 地上電力供給(地上で航空機の動力を供給するためエンジンが作動する必要がない)
- 旅客階段(ボーディング・ブリッジやエアステアの代わりに使用される)
- 車椅子リフト（英語版）(必要に応じて使用される)
- 油圧ミュール(航空機に外部から油圧を供給するユニット)
- 除氷

### 特殊車両や業務の様子

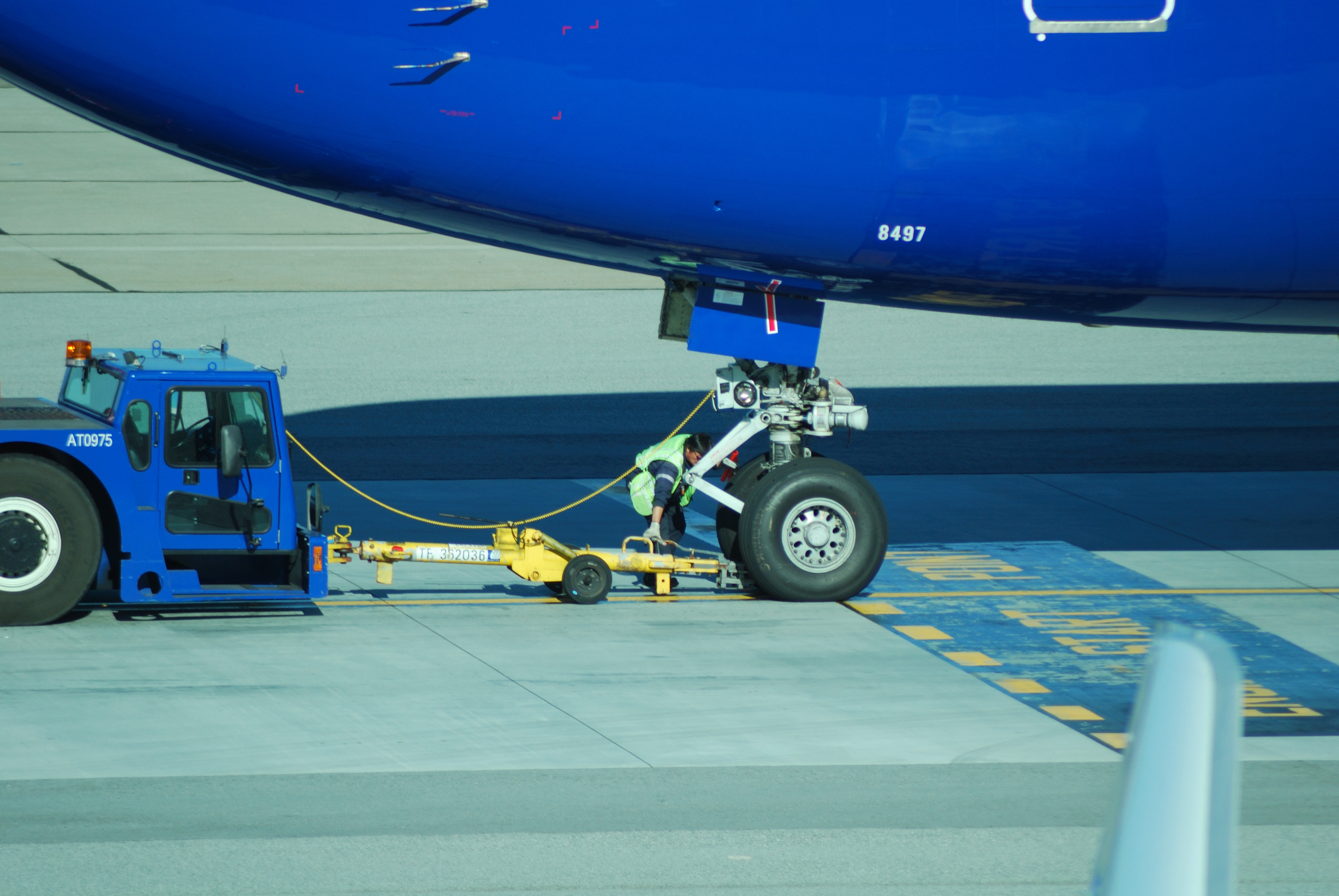
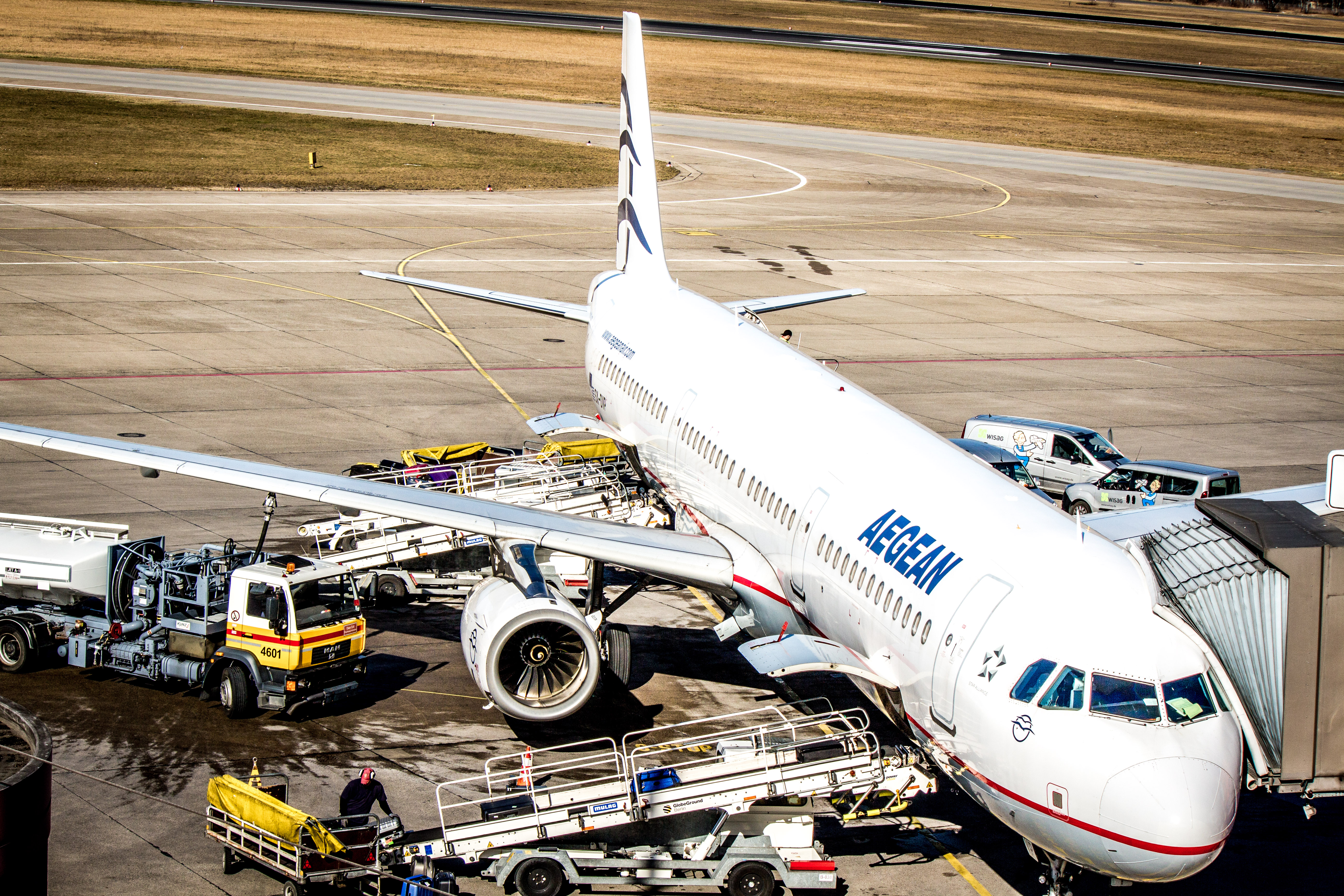
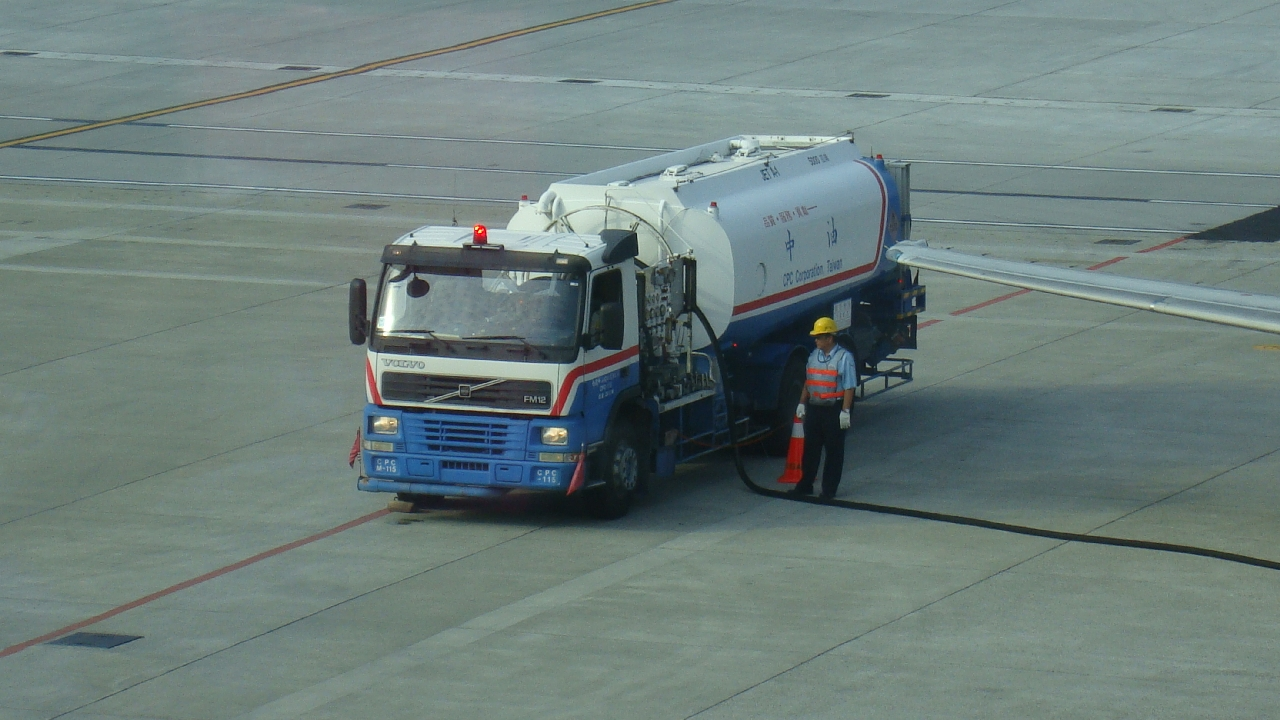
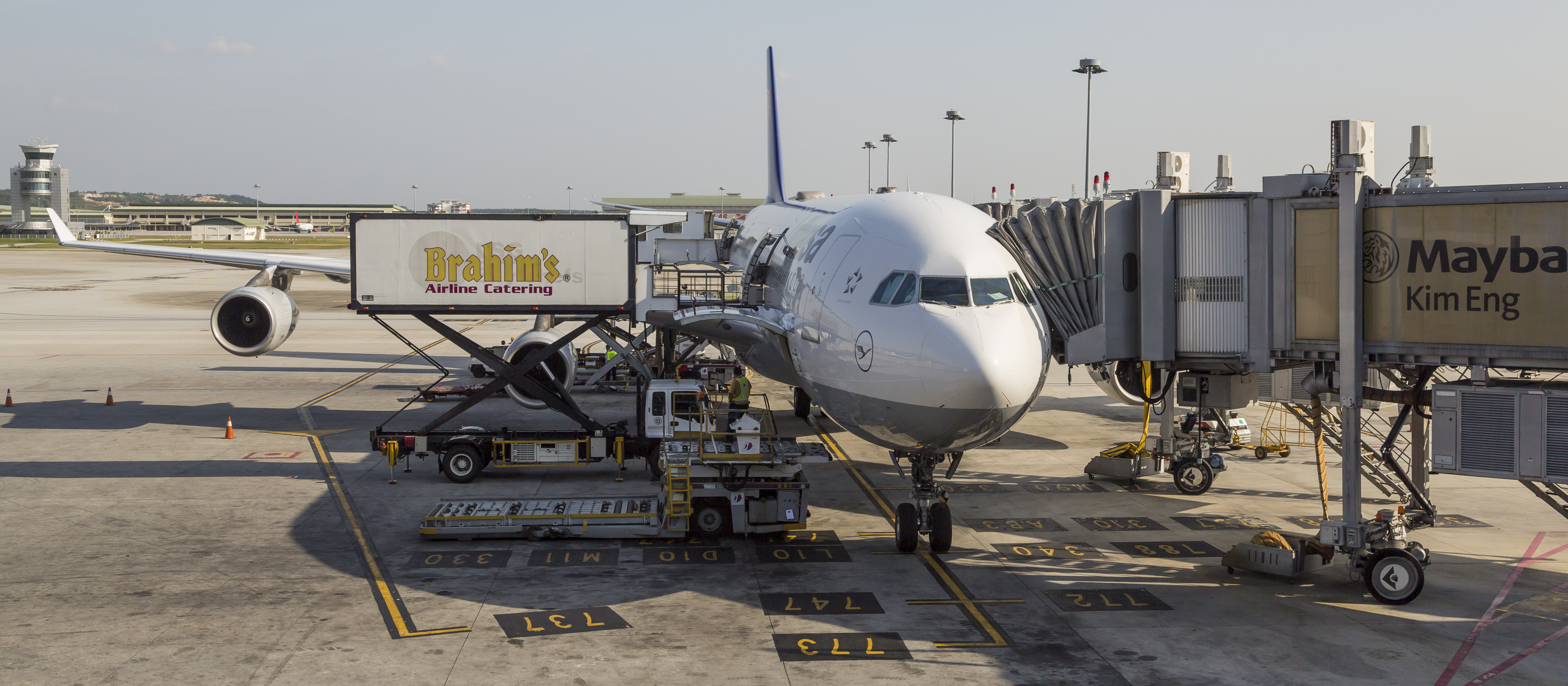
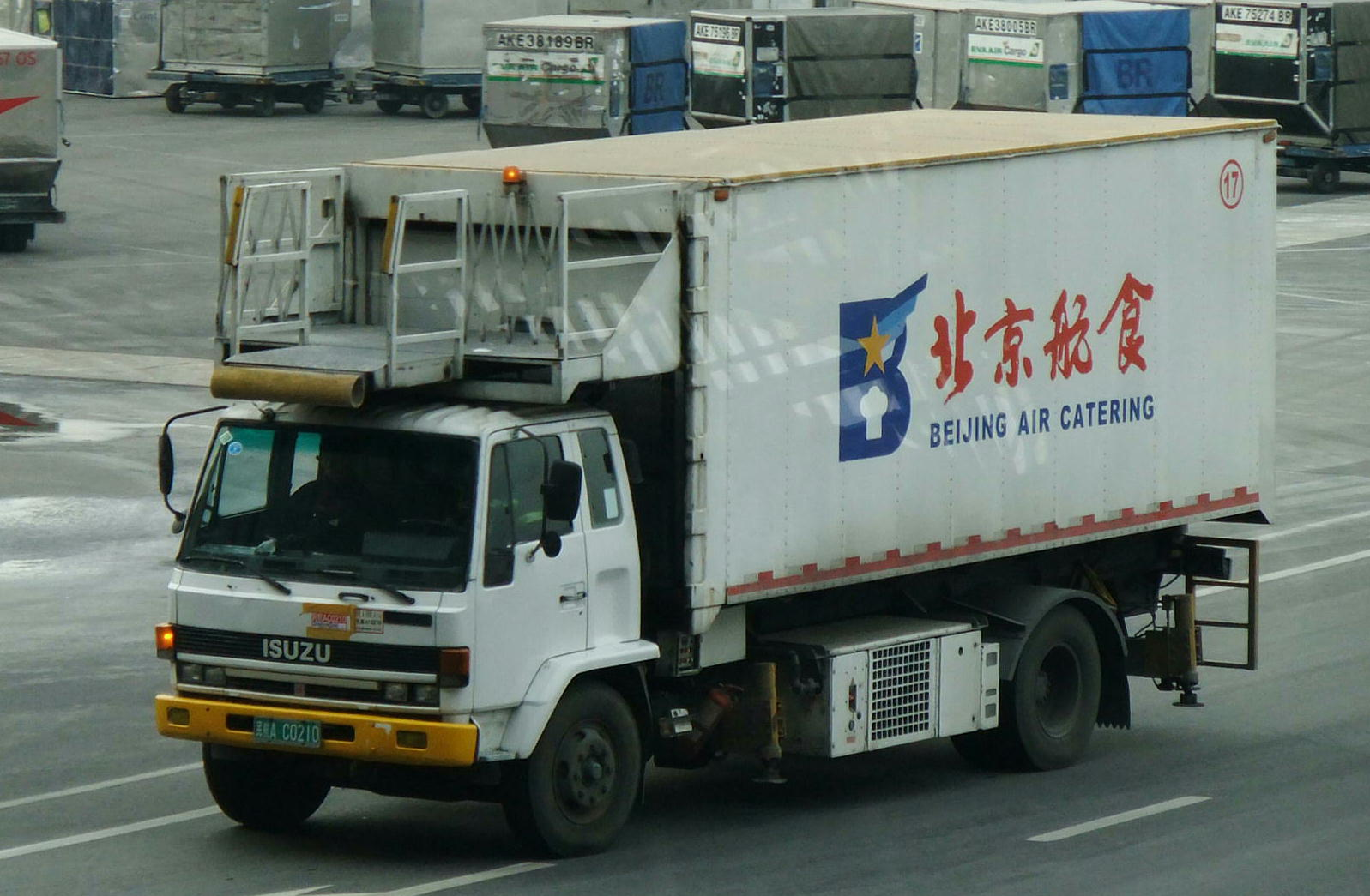
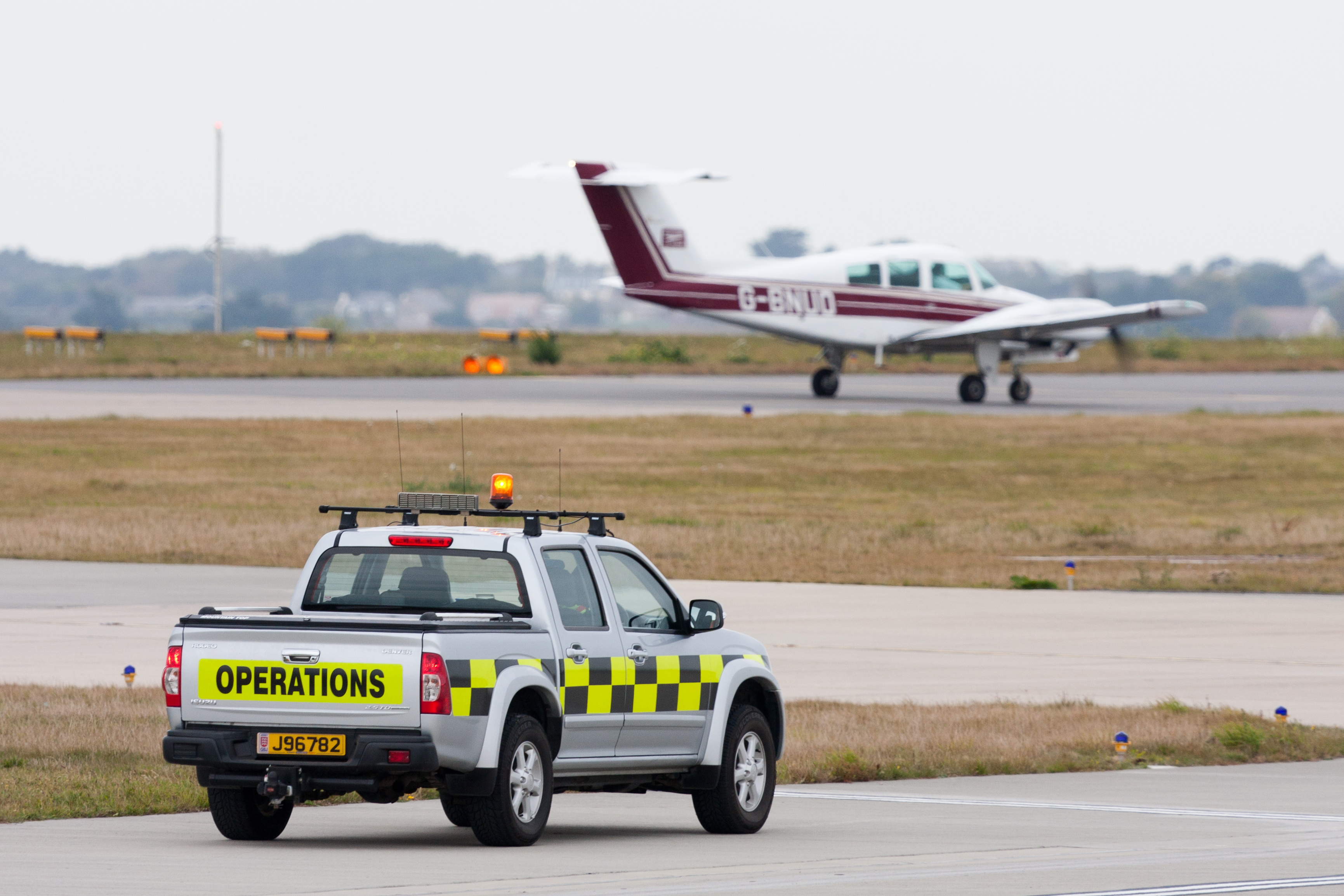
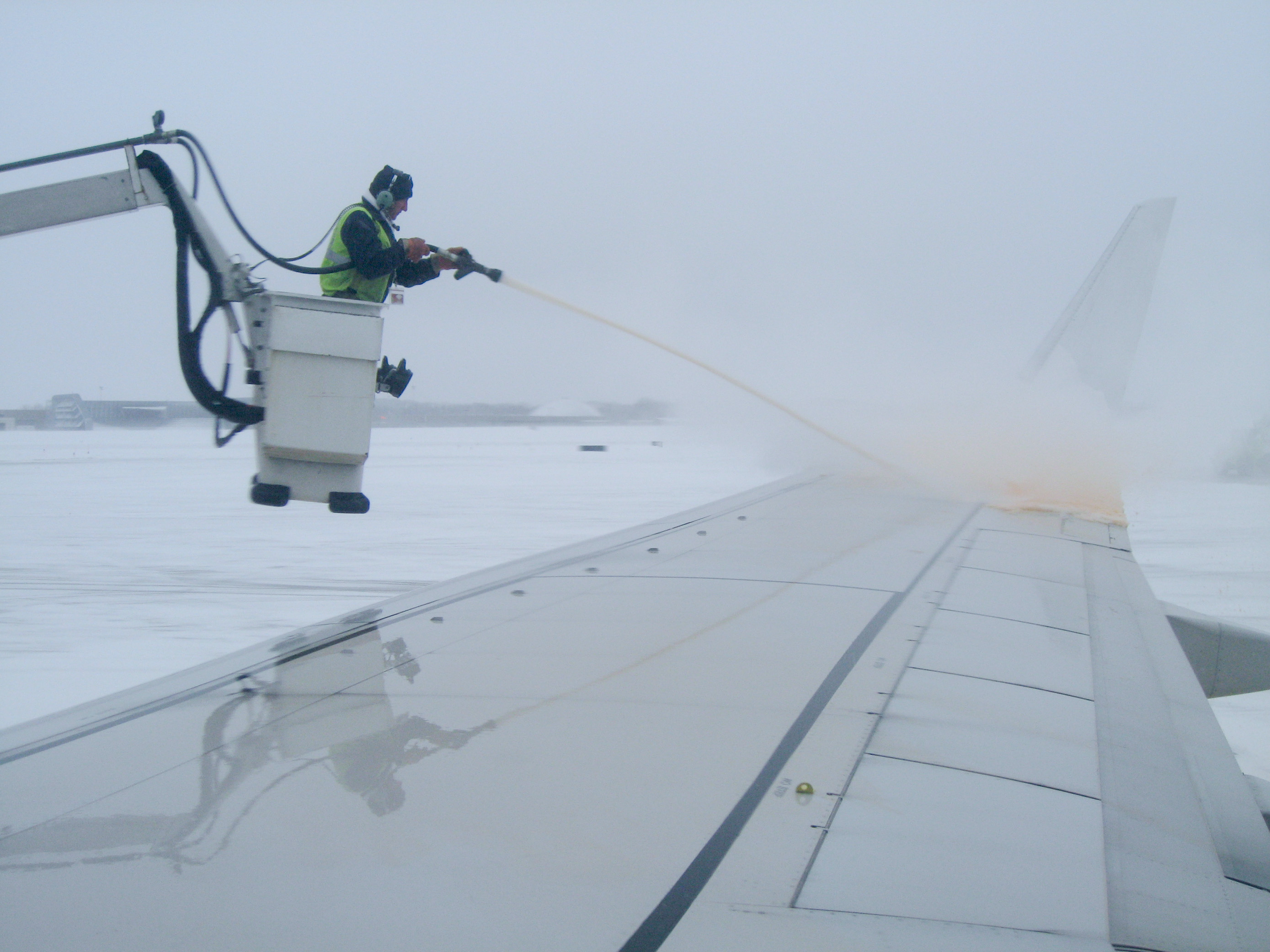
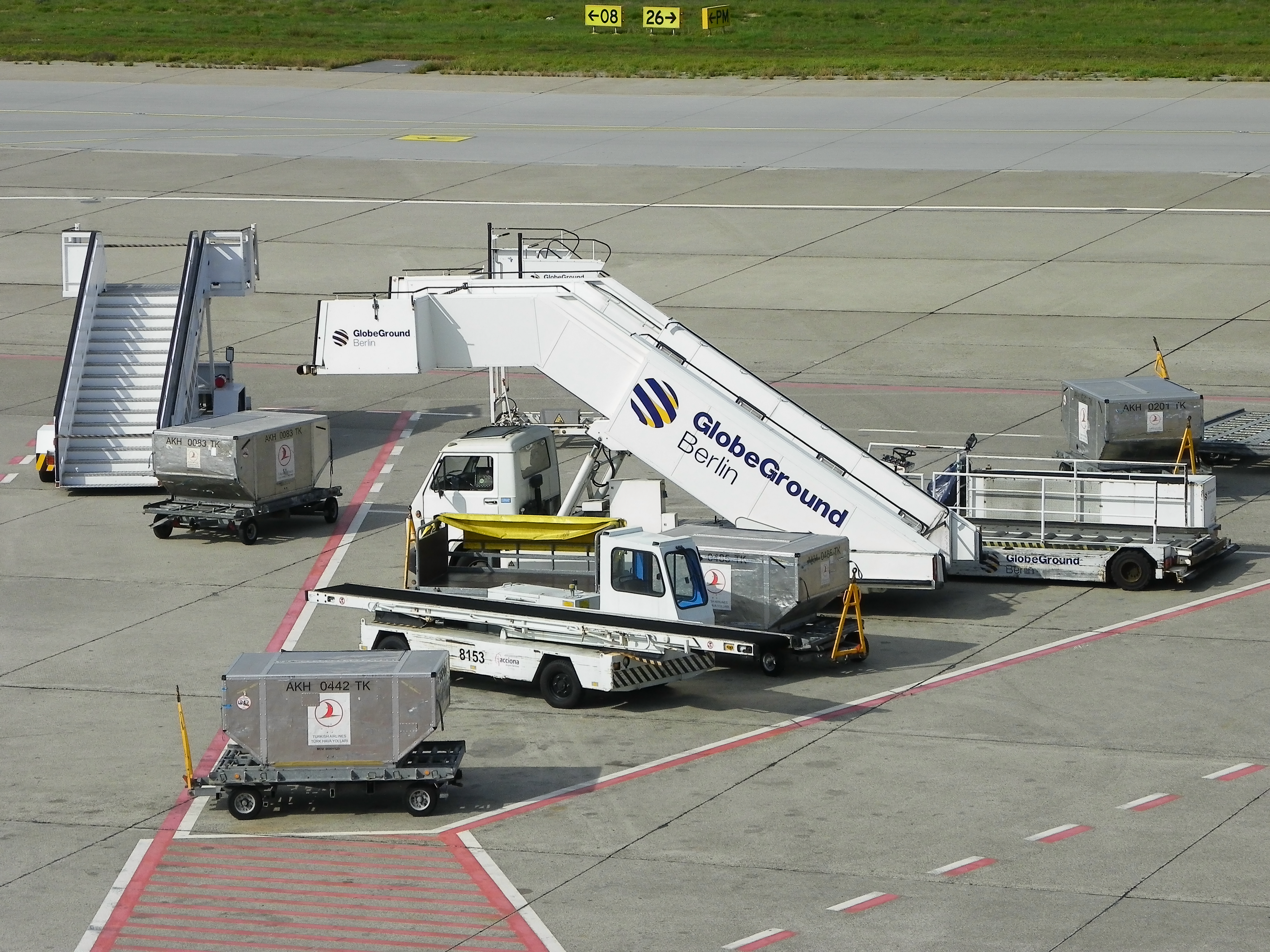
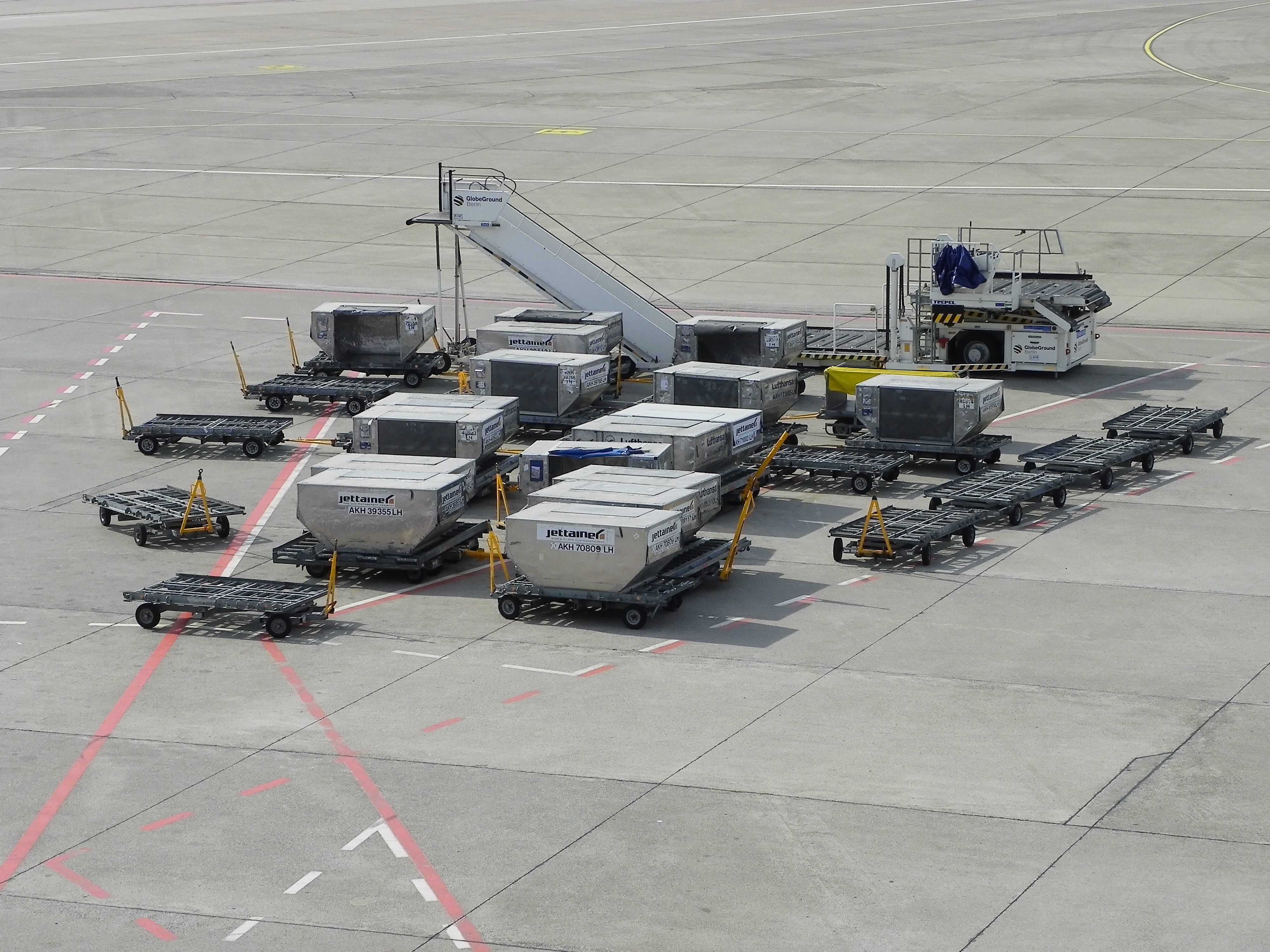
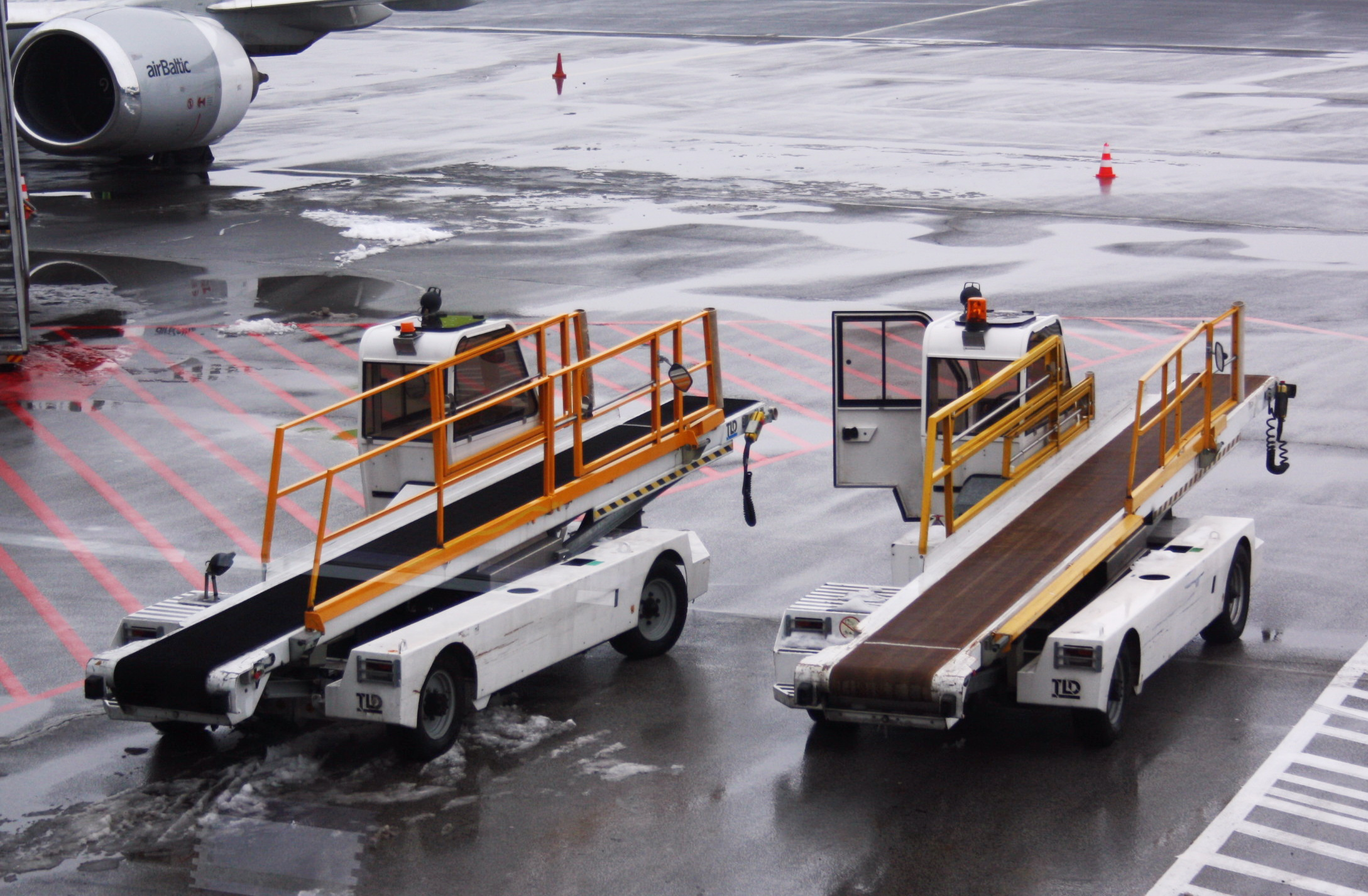
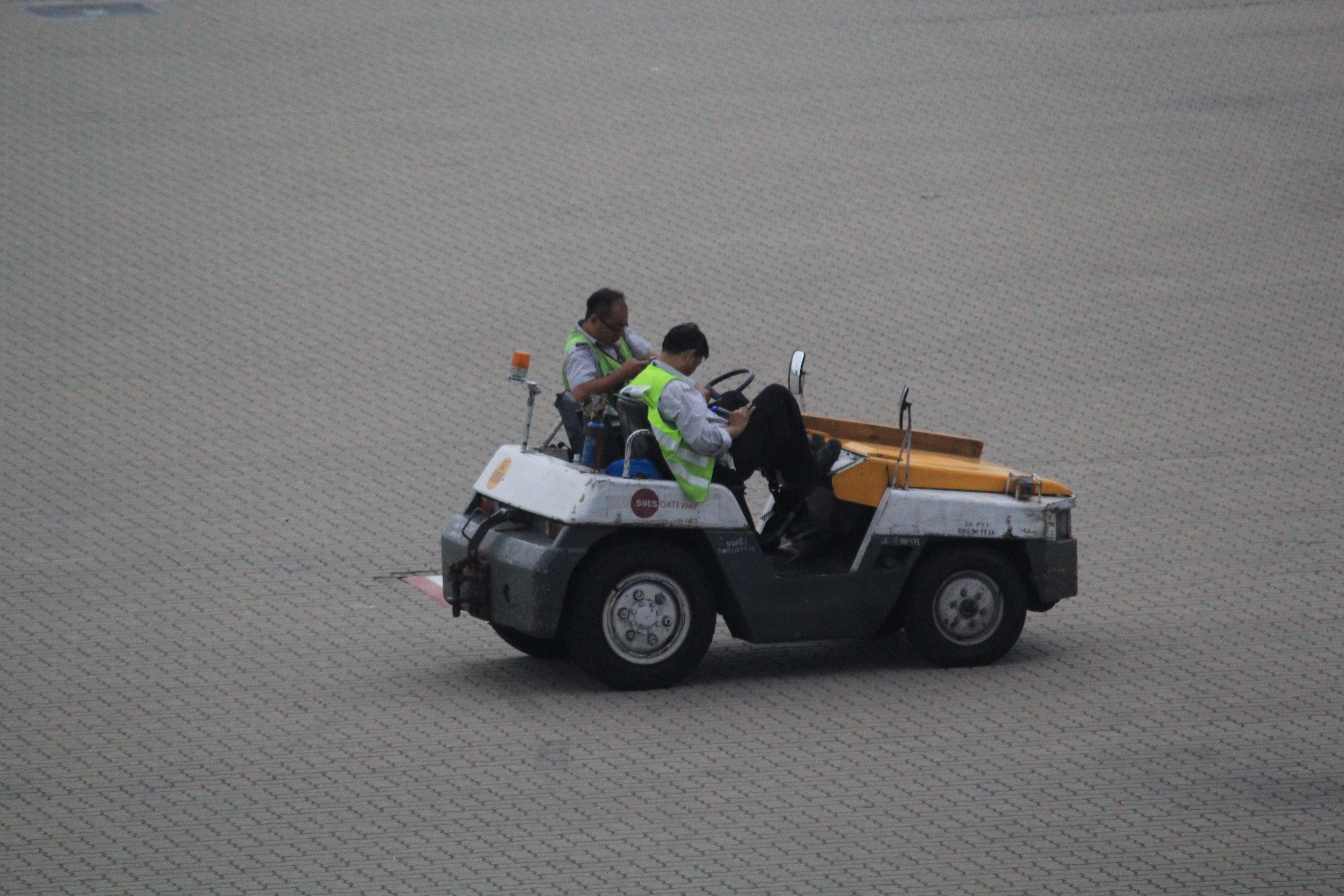
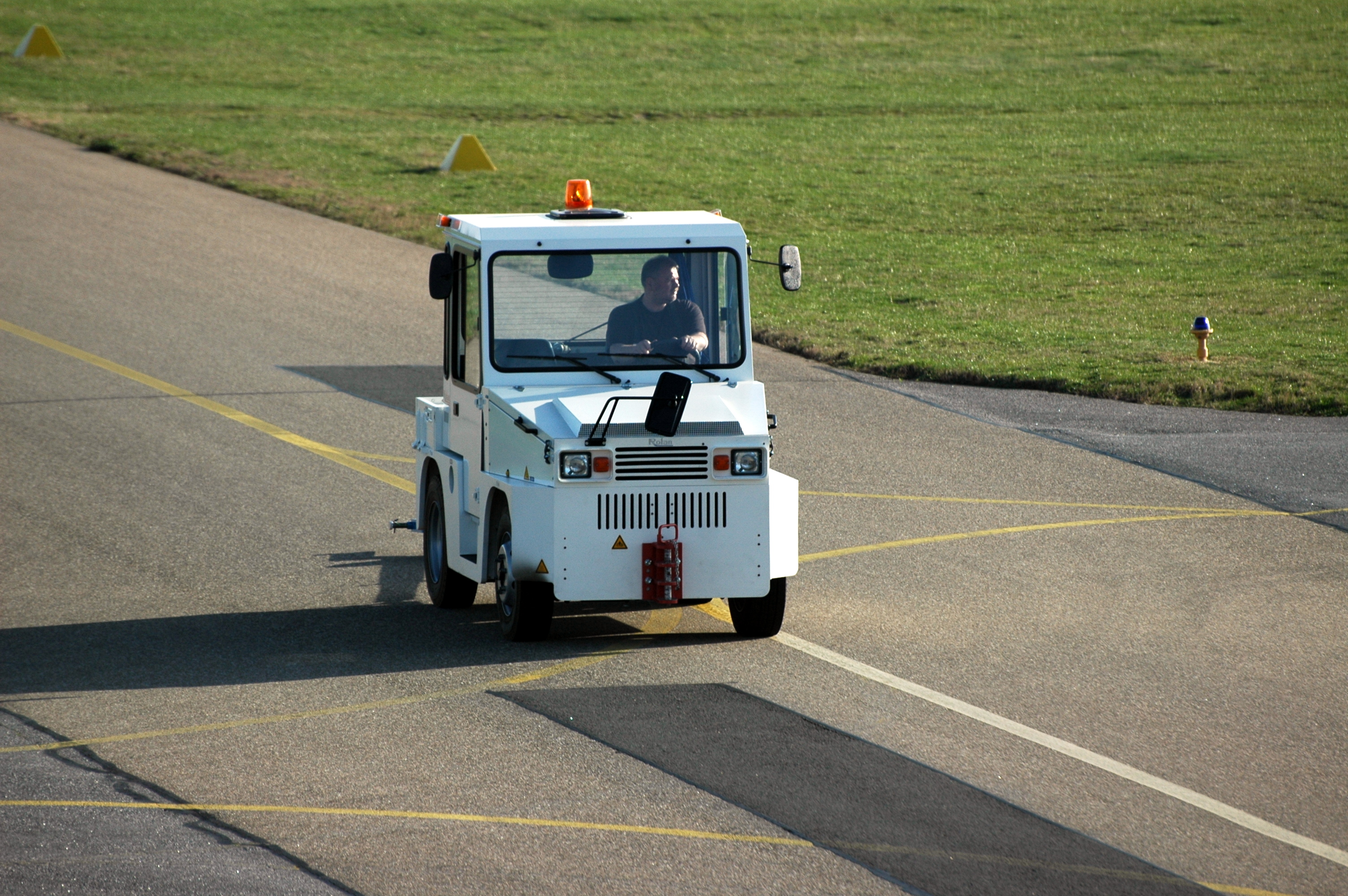
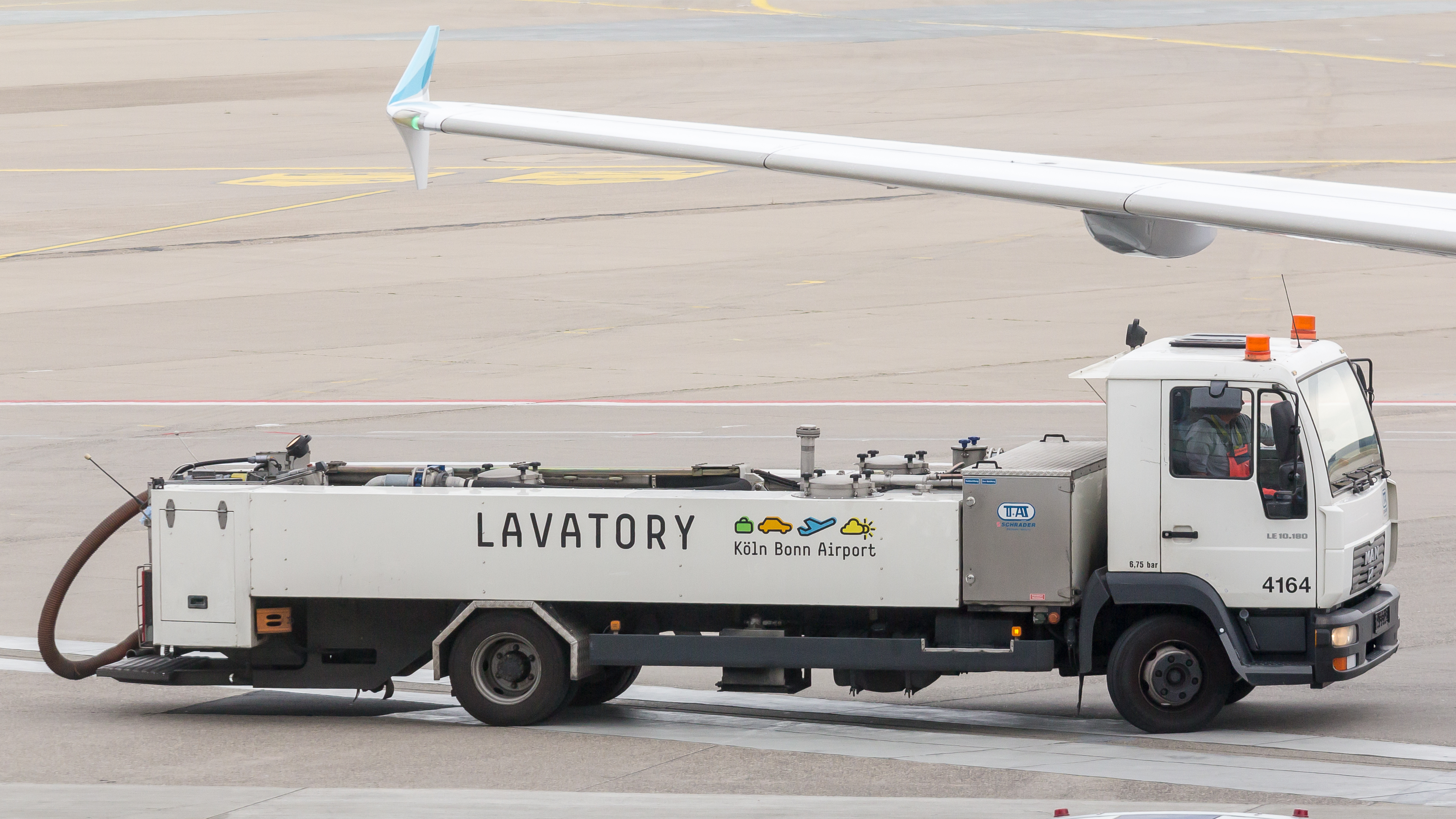
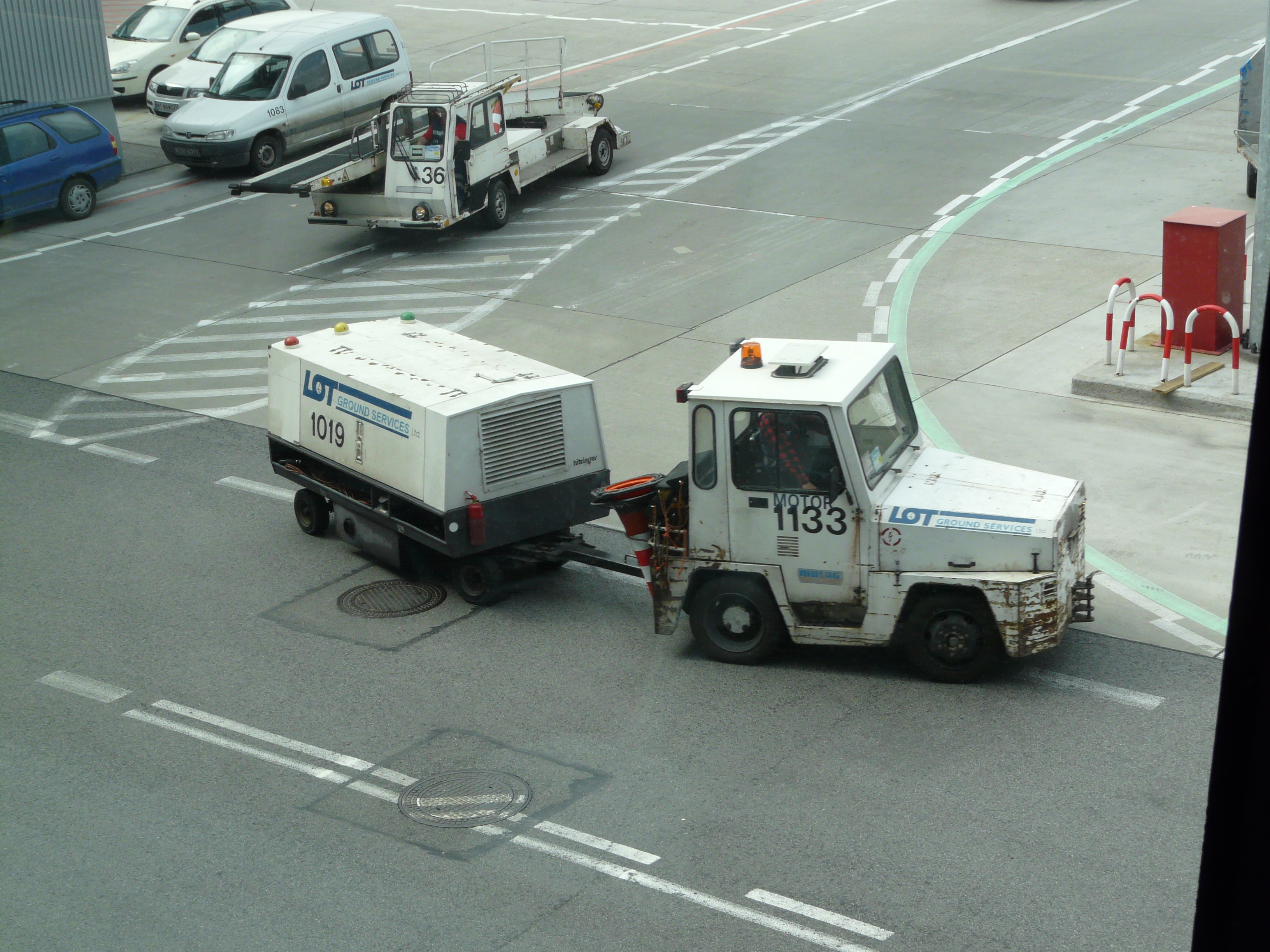
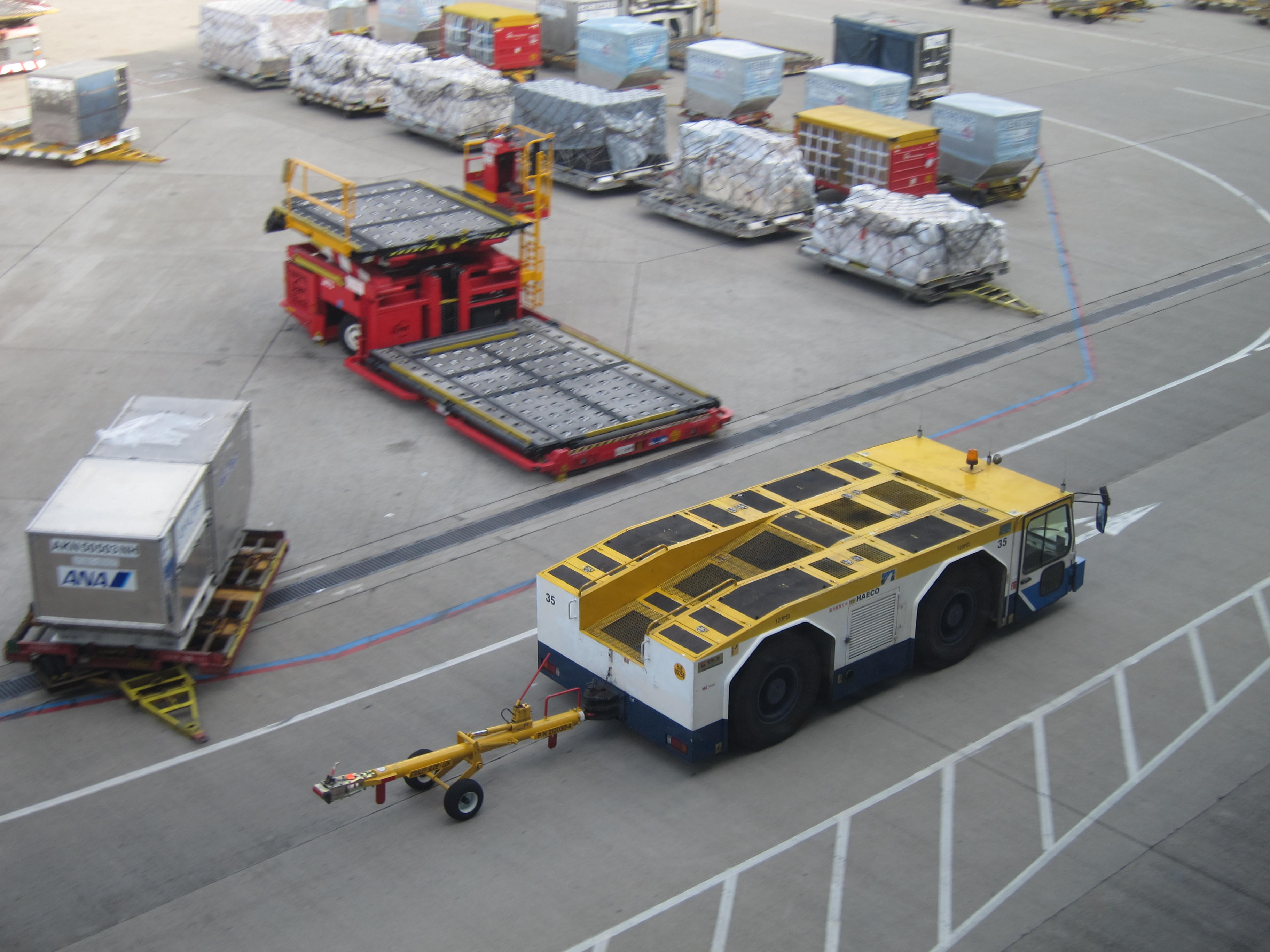